# Besim Üstünel
Besim Üstünel (* 1927 in Gaziantep; † 2. Juni 2015 in Istanbul) war ein türkischer Wirtschaftswissenschaftler und Politiker. Er war Senator und Finanzminister der Türkei.

## Leben
Besim Üstünel wurde 1927 als Sohn von Emin Üstünel und seiner Frau Zekiye in Gaziantep in der Südosttürkei geboren. Er hatte vier Schwestern und vier Brüder.
Nach dem Besuch der Grund- und Sekundarschule seiner Heimatstadt studierte Üstünel an der Istanbul Üniversitesi Wirtschaftswissenschaften und graduierte im Jahr 1946. Nach seiner Promotion an der Universität absolvierte er ein Postgraduiertenstudium an der London School of Economics.
Besim Üstünel lehrte anschließend an der Fakultät für Politikwissenschaften an der Ankara Üniversitesi. In dieser Zeit war er als Gastprofessor an der Universität Stockholm und der University of Minnesota. Üstünel arbeitete außerdem beim Staatlichen Planungsamt der Türkei.
Im Jahr 1965 wurde er auf Wunsch von İsmet İnönü stellvertretender Generalsekretär der Cumhuriyet Halk Partisi (CHP). Er wurde allerdings kein Abgeordneter. Bei der Wahl zum Senat der Türkei im Jahr 1975 wurde er Senator für die CHP und blieb bis zum Militärputsch 1980 im Amt. Zwischen dem 21. Juni und dem 21. Juli 1977 war er Finanzminister in der Übergangsregierung von Bülent Ecevit. Der Versuch der Bildung einer Minderheitsregierung scheiterte allerdings an einem Misstrauensvotum und Süleyman Demirel wurde mit einer Koalitionsregierung von Adalet Partisi, Millî Selamet Partisi und Milliyetçi Hareket Partisi neuer Ministerpräsident.

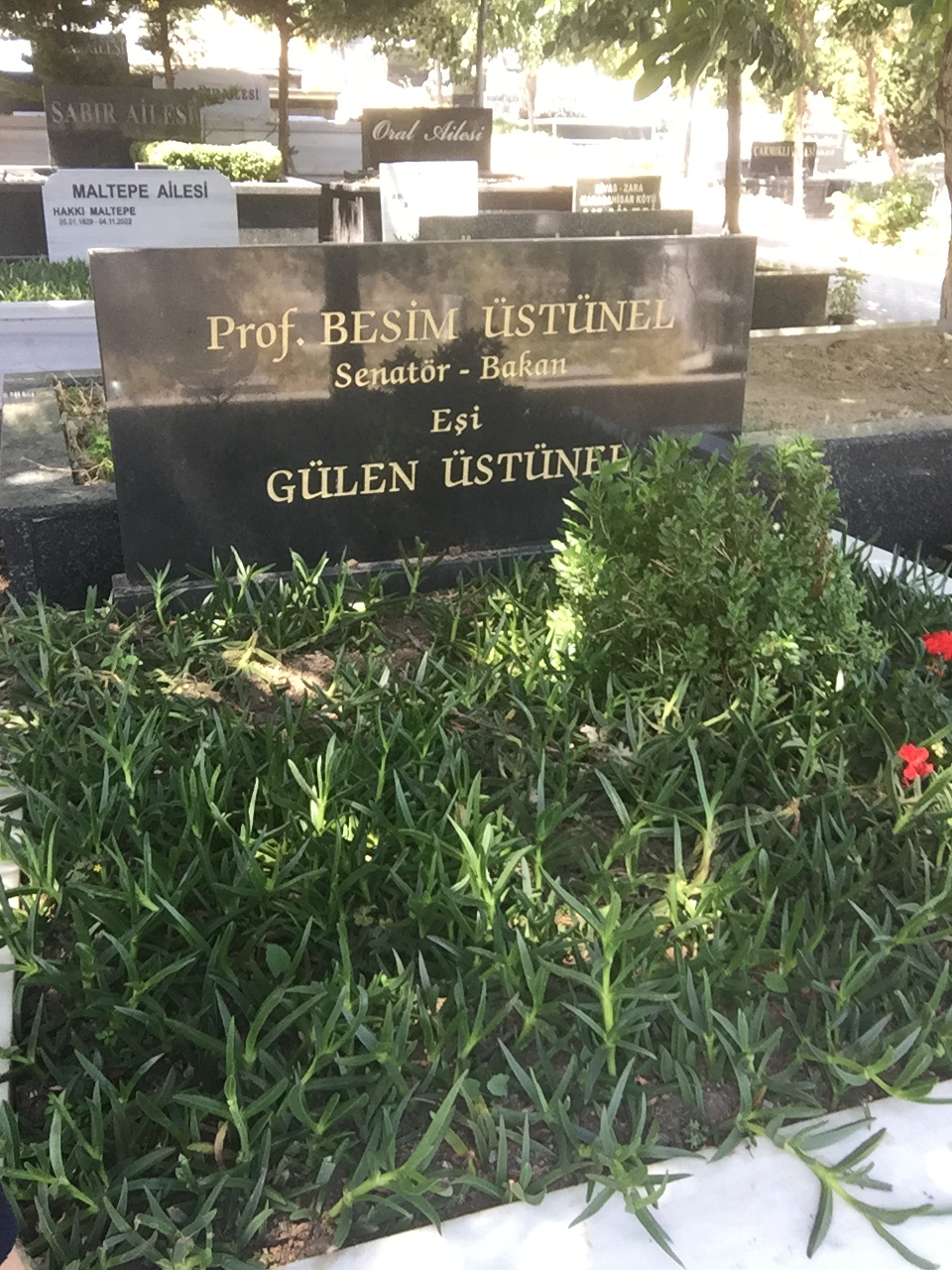
Grab von Besim Üstünel auf dem Friedhof Ulus

Nach dem Militärputsch im Jahr 1980 nahm Üstünel seine akademische Laufbahn wieder auf und lehrte erst an der İstanbul Teknik Üniversitesi, dann an der Marmara-Universität und schließlich an der Galatasaray Üniversitesi. 1986 dozierte er an der Seijō-Universität in Tokio als Gastprofessor. Außerdem war er in den Jahren 1980/81 Sprecher der türkischen Delegation im Europarat.
Üstünel starb am 2. Juni 2015 im Istanbul Florence Nightingale Hospital. Nach einer religiösen Zeremonie in der Teşvikiye-Moschee wurde er am 4. Juni 2015 auf dem Friedhof Ulus beigesetzt.
Er war verheiratet mit Gülen Üstünel (geborne Cin).

## Werke
- Avrupa Müşterek Pazarı'nın Türk ekonomisi üzerinde muntemel tepkileri. Ankara 1962
- Ekonominin Temelleri. Istanbul, ISBN 978-975-304-0648
- Makro Ekonomi. Alfa Yayınları, Istanbul 1990
- Ekonominin temelleri. Dünya, Istanbul 2003